# Chimarra resinae
Chimarra resinae là một loài Trichoptera hóa thạch trong họ Philopotamidae.